# パルディオ611S
パルディオ611S（パルディオ ろく いち いち エス）は、シャープによって開発された、NTTドコモのPHS部門のPHS端末製品である。

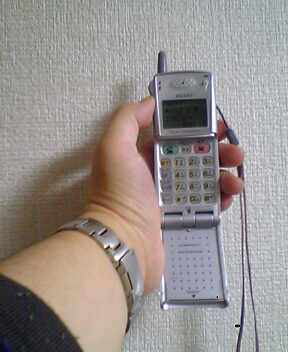
パルディオ611S

## 概要
NTTパーソナルがNTTドコモに事業譲渡した1998年12月に、ドコモの機種として初めて発売された端末である。1998年12月から開始された64k通信試験モニタを開始、1999年3月に事業開始したPHS初の64k通信サービスに初めて対応した端末。NTTパーソナル時代に発売されたパルディオ341Sとほぼ同型で、フリップ部がCFのType-I端子になっている。CF端子に対応した端末なら、蓋を外す事で本体のみで通信する事が出来、ノートパソコンなどでは付属のPCカードアダプタを使う事で、別売りの通信ケーブルを購入することなくデータ通信が出来る。また、PCで充電しながら通信する事や、機器からCFスロットへの電源供給を利用して充電することも出来た。
購入時には32kのみ対応で、ファームウェアをダウンロードしてバージョンアップする事で64kに対応した。
後継機種が出なかったので根強い人気があった。

## 仕様
- 形状：フリップ式
- サイズ：幅47.2mm×高さ114mm×奥行23.2mm
- 重量：112g
- 連続通話時間：約450分
- 連続待受時間：約600時間
- ディスプレイ：モノクロ
- カメラ：無し
- 外部メモリー：無し
- カラー：シルバー
- 着信音：電子ブザー単音、またはフレックス録音（通話録音・留守応答・留守録音と共用）

## 歴史
- 1998年10月12日：電気通信端末機器審査協会 (JATE)通過（R98-9094-2）
- 1998年12月：発売開始